# Petro Aleksowski
Petro Aleksowski (ur. 2 stycznia 1970 w Gdańsku) − polski operator filmowy oraz reżyser filmów dokumentalnych pochodzenia polsko-macedońskiego.
Absolwent Zaocznego Studium Realizacji Telewizyjnej PWSFTviT w Łodzi. Absolwent Uniwersytetu Śląskiego Wydział Radia i Telewizji - kierunek Organizacja produkcji filmowej. Nominowany do Polskiej Nagrody Filmowej, Orzeł 2002 za zdjęcia do filmu Cześć Tereska Członek Polskiej Akademii Filmowej.
W 2016 roku postrzelony w nogę na planie filmu reklamowego dla Showmax reżyserowanego przez Patryka Vegę.

## Filmografia
jako autor zdjęć:
- Cześć Tereska (2001)
- Toksyny (2003) – spektakl tv
- Pensjonat pod Różą (2004) – serial
- Kochaj mnie, kochaj! (2006) – serial
- Oskarżeni. Śmierć sierżanta Karosa (2007) – spektakl tv
- Świnki (2009)
- W daljakom sorok piatom... Wstreczi na Elbie (2015)

jako reżyser filmów dokumentalnych:
- Dżem (1994)
- Z pamiętnika mej duszy (1995)
- Maryla (1996)
- Dzieci Jarocina (2000)
- Cały Gdańsk jest sceną (2005)
- Nowa postać świata (2007)
- Macedończyk (2013)
- Kod Tarasewicza (2015)
- Przerwana misja (2018)
- Papcio Chmiel (2020)